# ヤギカレー

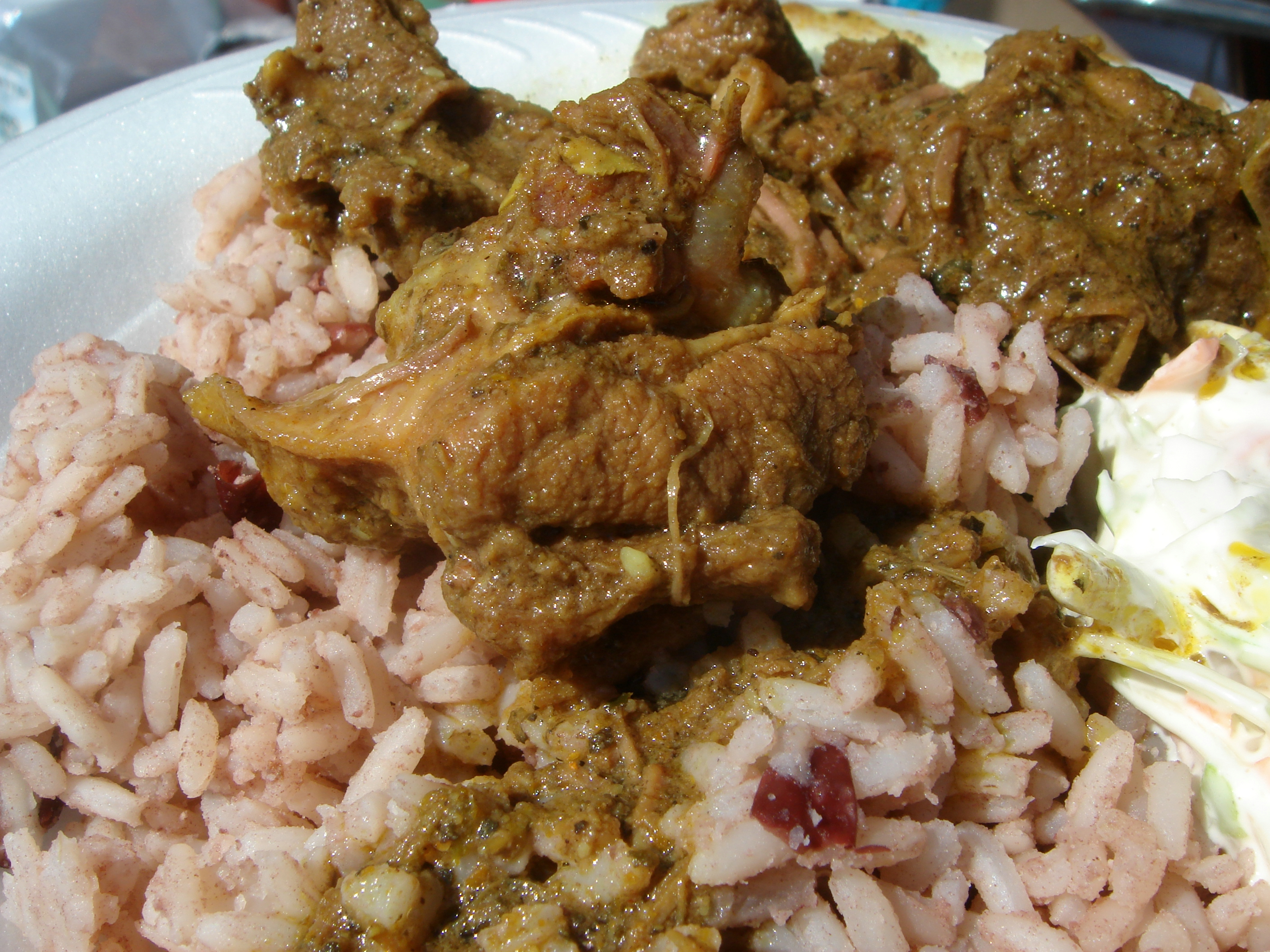
Curry goat

ヤギカレーは山羊肉を使ったカレーの一種。カリーゴート、ゴートカリーなどの呼び名もある。

## 概要
予め香辛料で山羊肉に下味をつけ鍋で煮込んだもの。
おもにジャマイカなどのカリブ海地域や東南アジアに伝わる料理。
日本では沖縄など一部を除いて山羊肉を食べる習慣がない為、メニューが存在する料理店は少ない。